# Aleksey Vasilievich Koltsov
Aleksey Vasilievich Koltsov (tiếng Nga: Алексей Васильевич Кольцов; 15 tháng 10 năm 1808 – 19 tháng 10 năm 1842) là một nhà thơ Nga. Người đời gọi Aleksey Koltsov là Robert Burns của Nga vì thơ ông lý tưởng hoá tình yêu thôn dã và đời sống lao động thôn quê.

## Tiểu sử
Aleksey Koltsov sinh ở Voronezh, là con một nhà buôn gia súc. Từ nhỏ đã giúp bố chăn gia súc ở thảo nguyên và bán ở các chợ làng quê. Biết làm thơ từ năm lên 16 tuổi. Năm 1830 làm quen với nhà văn Nikolai Vladimirovich Stankevich, được ông giới thiệu với các nhà thơ nổi tiếng ở Moskva và Sankt-Peterburg. Trong số này có Vasily Andreyevich Zhukovsky, Pyotr Andreyevich Vyazemsky, Vladimir Fyodorovich Odoevsky, Aleksandr Sergeyevich Pushkin và nhà phê bình nổi tiếng Vissarion Grigoryevich Belinsky. Sau này, Belinsky trở thành người bạn, người thầy của Koltsov. Belinsky có sự ảnh hưởng quan trọng trong việc hình thành thế giới quan của ông. Năm 1830 bắt đầu in thơ trên báo Văn học, năm 1835 in tập thơ đầu tiên nhờ sự giúp đỡ về tài chính của Stankevich và Belinsky. Đây cũng là tập thơ duy nhất được in ra khi ông còn sống.
Công việc buôn bán gia súc làm cho ông đi nhiều vùng quê, thu thập được nhiều bài hát của dân gian. Thơ của ông chủ yếu viết về những người nông dân, về cuộc sống và tình yêu thôn dã. Nhiều bài thơ của ông được phổ nhạc, trở thành những bài hát dân gian. Tuy vậy, bố của ông thường xuyên kiểm soát gắt gao và không ủng hộ nghiệp thơ văn của ông. Kết quả của cuộc sống tù túng và bệnh lao kéo dài, ông mất khi chưa đầy 34 tuổi. Ở Voronezh có tượng đài, có vườn hoa và đường phố mang tên ông.

## Một vài bài thơ
| Ly biệt Buổi bình minh tuổi trẻ mờ sương Tôi yêu nàng bằng cả tấm lòng Ánh sáng trời đọng trong đôi mắt Ngọn lửa tình trên mặt người thương. Buổi sáng tháng năm trước mặt nàng Cây sồi xanh mướt một màu xanh Thảo nguyên hoa cỏ như nhung gấm Chiều hoàng hôn, đêm có phép tiên. Các người đẹp lắm khi thiếu nàng Cùng tôi chia sẻ nỗi buồn thương Nàng đến, các người như chẳng có Đêm thành ngày, đông giá – mùa xuân. Tôi không quên được lần cuối cùng Nàng bảo tôi: "Giã biệt người thương Trời sai khiến vậy, đành ly biệt Nhưng ngày nào đó, lại đoàn viên…" Bỗng chốc trên mặt, lửa bừng lên Như tuyết trắng trong chặn ngang dòng Trên ngực của tôi nàng gục xuống Và thổn thức như kẻ điên cuồng. "Anh đừng đi vội – nàng kêu lên – Để em khóc cho nỗi buồn thương Cho anh, cho chim ưng sáng chói…" Linh hồn trùm lấy – lời bỗng ngừng… Triolet Tôi xin em, hãy để tôi yên Tình của tôi với em đã nhạt. Ngọn lửa tình ngày xưa đã tắt Tôi xin em, hãy để tôi yên. Em không biết, tôi xưa vui mừng Nhận ra em – niềm vui đi mất. Tôi xin em, hãy để tôi yên Tình của tôi với em đã nhạt. Khi có cuộc đời khác ở chốn kia Giã biệt! Chúc lên đường may mắn! Còn nếu không – xin bạn hãy quay về Về với chúng tôi, nơi này hãy sống! | Tôi ở nhà nàng Tôi ở nhà nàng, nàng bảo tôi "Em yêu anh, hỡi người yêu dấu!" Nhưng điều bí mật này hãy giấu Với những người bạn gái – nàng khuyên. Tôi ở nhà nàng; dù bạc vàng Nàng đã thề sẽ không đem đổi Niềm say mê bừng như lửa cháy Nàng yêu tôi như một người anh. Tôi ở nhà nàng; từ môi đẹp Tôi uống say hạnh phúc lãng quên Quên mọi điều ở chốn trần gian Bên bộ ngực thanh tân tuyệt đẹp. Tôi ở nhà nàng; đến muôn đời Sống với hồn nàng cả hồn tôi Mặc cho nàng với tôi phụ bạc Nhưng lòng tôi sẽ chẳng đổi thay. Hãy đến với em Hãy đến với em, khi gió mát Biếng lười lay khẽ những cánh rừng Thảo nguyên, đồng cỏ - cả thế gian Chiếc áo khoác mơ màng sẽ mặc. Hãy đến với em, khi trăng thanh Lặn bơi trong những đám mây đen Hoặc khi trăng giữa trời quang đãng Chiếu vào mặt nước phẳng như gương. Hãy đến với em, khi mà em Chìm đắm trong suy nghĩ về tình Hãy đến với em, khi người đẹp Nóng lòng, sốt ruột đợi chờ anh. Hãy đến với em, một khi tình Nảy sinh những ý nghĩ hân hoan Hãy đến với em, khi nhiệt huyết Đùa vui, hồi hộp và sôi lên. Hãy đến với em, cùng với anh Cuộc đời sung sướng sẽ nhân lên Em muốn áp vào trong ngực trẻ Cả say mê khao khát của mình. Bản dịch của Nguyễn Viết Thắng |